# 张家湾遗址
张家湾遗址，位于中国青海省西宁市彭家寨乡张家湾村，为青海省市县级文物保护单位，公布日期为1984年2月28日，类型为古遗址。
张家湾遗址的历史年代为青铜时代。